# El Faro (journal numérique)
 (septembre 2023).
El Faro est un média numérique d'Amérique centrale fondé en 1998 au Salvador par le journaliste Carlos Dada et par l'homme d'affaires Jorge Siman.
El Faro met en avant une démarche journalistique basée sur « l’indépendance, la transparence et la fiabilité dans la couverture de la corruption, du crime organisé, de la migration, des inégalités, de l’impunité et des droits de l’homme en Amérique centrale » . Il indique être financé à 75 % par des fondations internationales.
Sa couverture indépendante lui a valu une reconnaissance internationale, et de nombreux prix de journalisme En 2020, El Faro a notamment révélé l’existence d’un accord entre le gouvernement et les gangs criminels, en particulier la très violente MS13, ce que nie le président salvadorien Nayib Bukele.
Dans un pays marqué par le harcèlement et la criminalisation des médias, les journalistes d'El Faro affrontent de nombreuses difficultés. Ils ont notamment été victimes d'espionnage mis en place avec l'aide du logiciel Pegasus.
En avril 2023, El Faro a transféré ses opérations administratives et juridiques à San José, au Costa Rica, enregistrant la salle de rédaction sous le nom de Fundación Periódica à but non lucratif. Dans un éditorial, le média a expliqué que « les conditions pour opérer depuis le Salvador ne sont plus réunies ».